# Inga obscura
Inga obscura är en ärtväxtart som beskrevs av James Francis Macbride. Inga obscura ingår i släktet Inga och familjen ärtväxter. Inga underarter finns listade i Catalogue of Life.